# 澤布季 (馬爾他島)
澤布季是馬耳他的市镇，位於馬爾他島中部，距離首都瓦萊塔9公里。市镇面積为8.7平方公里，2021年人口数量为11,079人。

## 外部連結
- 找不到URL。请在此处指定URL或在维基数据上添加。 （马耳他文） （英文）
- Ħaż-Żebbuġ Parish （页面存档备份，存于）